# Leudelange
Ne doit pas être confondu avec Neudelange.
Leudelange (en luxembourgeois : Leideleng  et en allemand : Leudelingen) est une localité luxembourgeoise et le chef-lieu de la commune portant le même nom située dans le canton d'Esch-sur-Alzette.

## Géographie

### Communes limitrophes
- Bertrange
- Bettembourg
- Luxembourg
- Mondercange
- Reckange-sur-Mess
- Roeser

### Voies de communication et transports
La commune est traversée par l'autoroute A4 et par la route nationale N4.
La commune est desservie par les autobus de la ville de Luxembourg (AVL) et par le Régime général des transports routiers (RGTR) et possède des stations Vel'oH!. En outre, elle opère conjointement avec Reckange-sur-Mess un service « City-Bus » sur réservation, le « Ruffbus Reckeng-Leideleng ».

## Politique et administration

### Tendances politiques et résultats
Le 26 mai 2019, en parallèle des élections européennes, un référendum consultatif a lieu dans la commune afin que les citoyens se prononcent sur un éventuel changement de circonscription électorale. Leudelange est actuellement une commune de la circonscription Sud pour les élections législatives. La question posée est la suivante : « Souhaitez-vous que la Commune de Leudelange soit rattachée à la circonscription électorale du Centre ? »
Bien que ce référendum soit soutenu par l’opposition — regroupée sur la liste « Zesumme fir Leideleng » — au conseil communal, il ne contraint pas l'État à prendre des mesures à la suite du vote ; le « Oui » l'a emporté avec 59,41 % des voix.

### Liste des bourgmestres
| Identité                               | Période      | Période                                    | Durée         | Étiquette |
| Identité                               | Début        | Fin                                        | Durée         | Étiquette |
| -------------------------------------- | ------------ | ------------------------------------------ | ------------- | --------- |
| Jean Fischbach (d) (1803 - 1877)       | 1856         | 1861                                       | 5 ans         |           |
| Dominique Biver (d)                    | 1861         | 1873                                       | 12 ans        |           |
| Jean Lehnertz (d)                      | 1873         | 1887                                       | 14 ans        |           |
| Par intérim : Dominique Kirpach (d)    | 1887         | 1888                                       | 1 an          |           |
| Jean Fischbach-Schmit (d) (né en 1835) | 1888         | 1897                                       | 9 ans         |           |
| Dominique Kirpach (d)                  | 1897         | 1901                                       | 4 ans         |           |
| Par intérim : Pierre Brosius (d)       | 1901         | 1903                                       | 2 ans         |           |
| Nicolas Boeckes (d)                    | 1903         | 1917                                       | 14 ans        |           |
| Nicolas Welter (d)                     | 1917         | 1918                                       | 1 an          |           |
| Nicolas Welter (d)                     | 1918         | 1918                                       | moins d’un an | SÉ        |
| Jean Melchior (d)                      | 1918         | 1921                                       | 3 ans         |           |
| Par intérim : Charles Stammet (d)      | 1921         | 1922                                       | 1 an          |           |
| Jean Melchior (d)                      | 1922         | 1932                                       | 10 ans        |           |
| Jean-Pierre Fischbach (d)              | 1932         | 1940                                       | 8 ans         |           |
| Vic. Arendt (d)                        | 1940         | 1945                                       | 5 ans         |           |
| Par intérim : Aloyse Muller (d)        | 1945         | 1946                                       | 1 an          |           |
| René Schummer (d)                      | 1946         | 1952                                       | 6 ans         |           |
| Pierre Weis (d)                        | 1952         | 1953                                       | 1 an          |           |
| René Schummer (d)                      | 1953         | 1970                                       | 17 ans        |           |
| Raymond Kauffmann (d)                  | 1970         | 1976                                       | 6 ans         |           |
| Nicolas Schroeder (d)                  | 1976         | 1982                                       | 6 ans         |           |
| Fernand Conter (d)                     | 1982         | 2004                                       | 22 ans        |           |
| Rob Roemen (d) (1945 - 2012)           | 2005         | 25 décembre 2012 (mort en cours de mandat) | 7 ans         | DP        |
| Diane Feipel (d) (née en 1979)         | février 2013 | 2023                                       | 10 ans        | SÉ        |
| Lou Linster (d) (né en 1992)           | 2023         | En cours                                   | 2 ans         | DP        |

## Population et société

### Démographie
L'évolution du nombre d'habitants est connue à travers les recensements de la population effectués dans le pays depuis 1821. Les recensements décennaux de la population permettent de caler les chiffres sur la composition de la population par sexe, âge, nationalité et commune de résidence. Entre deux recensements, la population au 1er janvier de l’année {\displaystyle x} est évaluée en ajoutant à la population au 1er janvier de l’année {\displaystyle x-1} les soldes naturel (naissances {\displaystyle -} décès) et migratoire (arrivées {\displaystyle -} départs) de l'année. La même méthode est appliquée pour la répartition par âge au 1er janvier et les effectifs totaux par nationalité. Depuis le 1er septembre 2023, le Luxembourg dénombre 100 communes.
Au 1er janvier 2024, la commune comptait 2 780 habitants.
| 1821 | 1851 | 1871 | 1880 | 1890 | 1900 | 1910 | 1922 | 1930 |
| ---- | ---- | ---- | ---- | ---- | ---- | ---- | ---- | ---- |
| 282  | 583  | 656  | 700  | 683  | 694  | 692  | 763  | 682  |

| 1935 | 1947 | 1960 | 1970  | 1978  | 1979  | 1981  | 1983  | 1984  |
| ---- | ---- | ---- | ----- | ----- | ----- | ----- | ----- | ----- |
| 690  | 714  | 788  | 1 077 | 1 261 | 1 288 | 1 340 | 1 360 | 1 370 |

| 1985  | 1986  | 1987  | 1988  | 1989  | 1990  | 1991  | 1992  | 1993  |
| ----- | ----- | ----- | ----- | ----- | ----- | ----- | ----- | ----- |
| 1 380 | 1 380 | 1 390 | 1 422 | 1 454 | 1 479 | 1 442 | 1 370 | 1 457 |

| 1994  | 1995  | 1996  | 1997  | 1998  | 1999  | 2000  | 2001  | 2002  |
| ----- | ----- | ----- | ----- | ----- | ----- | ----- | ----- | ----- |
| 1 501 | 1 502 | 1 532 | 1 581 | 1 563 | 1 642 | 1 690 | 1 851 | 1 914 |

| 2003  | 2004  | 2005  | 2006  | 2007  | 2008  | 2009  | 2010  | 2011  |
| ----- | ----- | ----- | ----- | ----- | ----- | ----- | ----- | ----- |
| 1 918 | 1 895 | 1 923 | 1 955 | 2 020 | 2 042 | 2 097 | 2 108 | 2 148 |

| 2012  | 2013  | 2014  | 2015  | 2016  | 2017  | 2018  | 2019  | 2020  |
| ----- | ----- | ----- | ----- | ----- | ----- | ----- | ----- | ----- |
| 2 170 | 2 241 | 2 305 | 2 400 | 2 445 | 2 596 | 2 579 | 2 668 | 2 702 |

| 2021  | 2022  | 2023  | 2024  | - | - | - | - | - |
| ----- | ----- | ----- | ----- | - | - | - | - | - |
| 2 704 | 2 710 | 2 766 | 2 780 | - | - | - | - | - |

Le graphique qui aurait dû être présenté ici ne peut pas être affiché car il utilise l'ancienne extension Graph, désactivée pour des questions de sécurité. Des indications pour créer un nouveau graphique avec la nouvelle extension Chart sont disponibles ici.

## Infrastructures

### Nouveau château d'eau

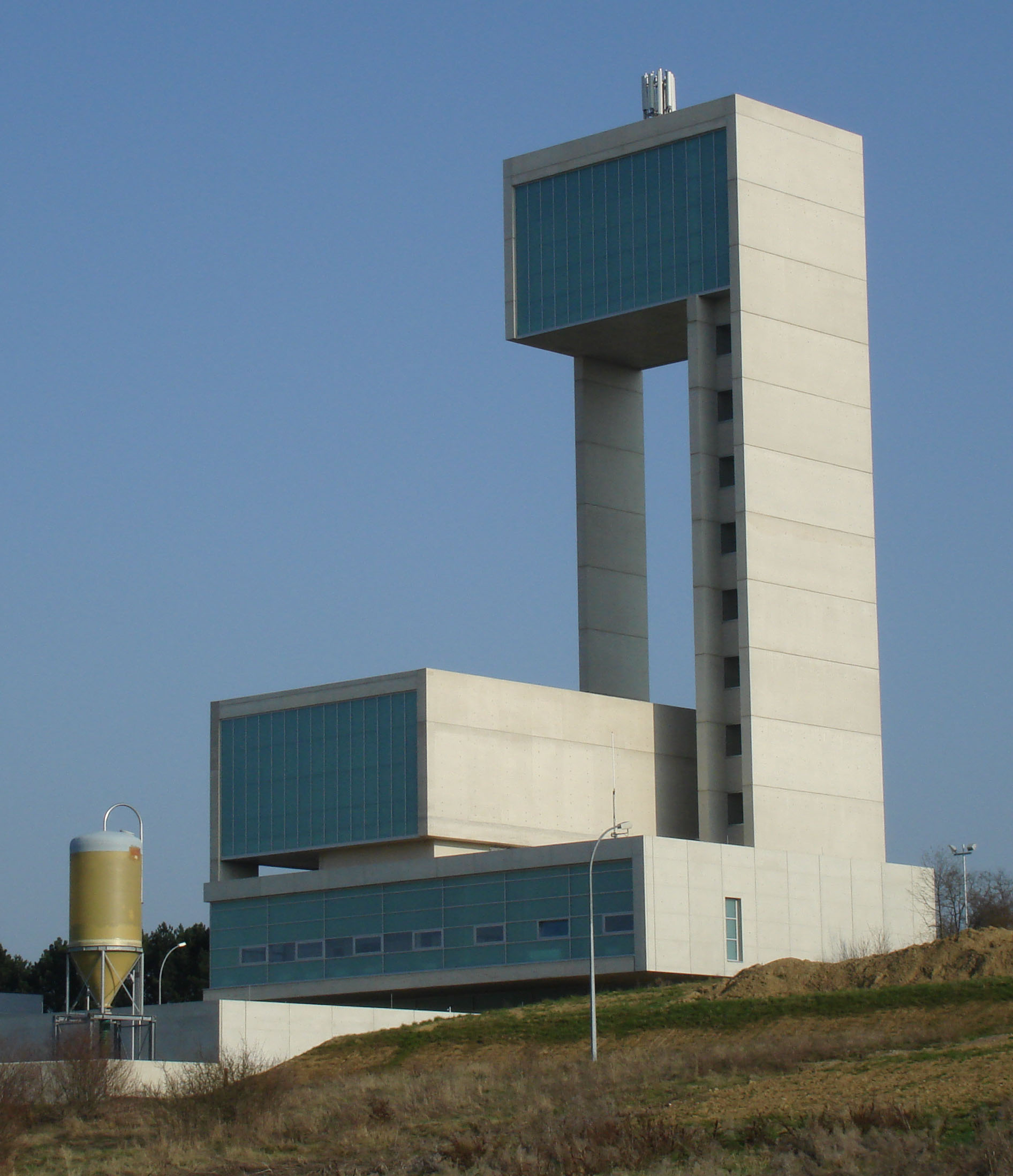
Nouveau château d'eau

Avec une hauteur de 58 mètres, le nouveau château d'eau fait partie des dix plus hauts bâtiments du Luxembourg. Ce château d'eau alimente, avec l'ancien château d'eau, le centre de Leudelange. Tous deux ont un volume de 500 m³. Il fournit 900 mètres cubes d'eau. Le projet a été cofinancé par l'Union européenne dans le cadre du "Fonds Européen de Développement Régional". La construction a débuté le 14 juillet 2005 et s'est achevée le 13 juin 2008.

### Incinérateur à déchets
La commune accueille l'incinérateur de Leudelange, unique incinérateur de déchets du pays.